# La France profonde
La France profonde (französisch für Das tiefe Frankreich) ist ein  Ausdruck für das ländliche und traditionelle Leben  in Frankreich.
Ursprünglich von den Parisern verwendet, um die Provinz im Gegensatz zu Paris zu bezeichnen, wird er heute im Allgemeinen gebraucht, um entlegenere Regionen Frankreichs, in denen es keine Urbanisierung gibt und die in ihren Traditionen verwurzelt sind, zu charakterisieren. Je nach Kontext kann er eine pejorative Konnotation annehmen.